# يوشيو تاتشيبانا
يوشيو تاتاشيبانا (باليابانية: 立花 芳夫) (بالإنجليزية: Tachibana Yoshio) (مواليد 24 سبتمبر 1890 - وفيات 24 سبتمبر 1947) كان ملازمًا في الجيش الإمبراطوري الياباني خلال الحرب العالمية الثانية. كما كان قائدًا للحامية اليابانية في تشي تشي جيما بجزر أوغاساوارا، حوكم وأُعدم لاحقًا من قبل الولايات المتحدة لما فعله بهم في حادثة تشيتشيجيما، وهي جريمة حرب تشمل التعذيب والإعدام خارج نطاق القضاء وأكل للحوم البشر أسرى الحرب الأمريكيين.

## سيرة شخصية

### بدايات حياته وعمله العسكري
كان تاتشيبانا من مواليد محافظة إهيمه. بعد تخرجه من مدرسة خاصة، التحق بالفصل الخامس والعشرين من أكاديمية الجيش الإمبراطوري الياباني وتخرج عام 1913. كان لديه مهنة مبكرة غير مميزة نسبيًا كضابط. من سبتمبر 1916 إلى يناير، درس الجمباز في مدرسة توياما العسكرية. تمت ترقيته إلى رتبة نقيب في أغسطس 1923 وفي مارس 1924 قاد كتيبة من فوج المشاة الثاني عشر IJA. خدم بعد ذلك في فريق IJA 11th وتم إرساله كممثل للجيش إلى مدرسة تاكاماتسو التجارية الثانوية. أصبح رائدًا في أغسطس 1930 وقائدًا ملازمًا في أغسطس 1935. خلال منتصف الثلاثينيات من القرن الماضي، تم تعيينه في جيش مانشوكو الإمبراطوري كضابط اتصال. في أغسطس 1939، تسلم قيادة فوج المشاة 65 IJA، الذي شهد القتال في معركة زاويانغ ييتشانغ في الحرب الصينية اليابانية الثانية.
في عام 1942، تم تعيين تاتشيبانا في هيئة قيادة الدفاع الإقليمي في هيروشيما، وتم ترقيته إلى رتبة لواء في مارس 1943. في مايو 1944، أصبح قائدًا للواء الأول الموحد المستقل IJA، الذي تم تكليفه بالدفاع عن جزر أوغاساوارا ضد غزو القوات الأمريكية في الاستعدادات الأولية لعملية السقوط. تمت ترقيته كذلك إلى رتبة ملازم أول في 23 مارس 1945 وتولى قيادة الفرقة 109 IJA.

### الحرب العالمية الثانية
بحلول منتصف عام 1945، بسبب الحصار البحري الذي فرضه الحلفاء، كانت الإمدادات اليابانية للجيش البالغ عدده 25000 جندي في تشي تشي جيما منخفضة. ومع ذلك، على الرغم من خفض الحصة اليومية من الأرز من 400 جرام للفرد في اليوم إلى 240 جرامًا، إلا أن القوات لم تكن معرضة لخطر المجاعة. فيما سمي لاحقًا بحادثة تشي تشي جيما، وفي فبراير/مارس 1945 تحول كبار فصيل تاتشيبانا إلى أكل لحوم البشر. فر تسعة طيارين أمريكيين من طائراتهم بعد أن أسقطوا خلال غارات على تشي تشي جيما، وتم أسر ثمانية منهم. التاسع، الوحيد الذي أفلت من القبض عليه، كان الرئيس الأمريكي المستقبلي جورج إتش دبليو بوش، الذي حينها طيارًا يبلغ من العمر 20 عامًا. على مدى عدة أشهر، تم إعدام السجناء، وبحسب ما زُعم بأمر من تاتشيبانا، الذي كان معروفًا لفصيله بأنه قائد سادي مدمن على الكحول، تم تشريح جثثهم على يد الكتيبة الطبية اليابانية، وقدمت أكبد وأعضاء أخرى للإستهلاك من قبل كبار الجنود.

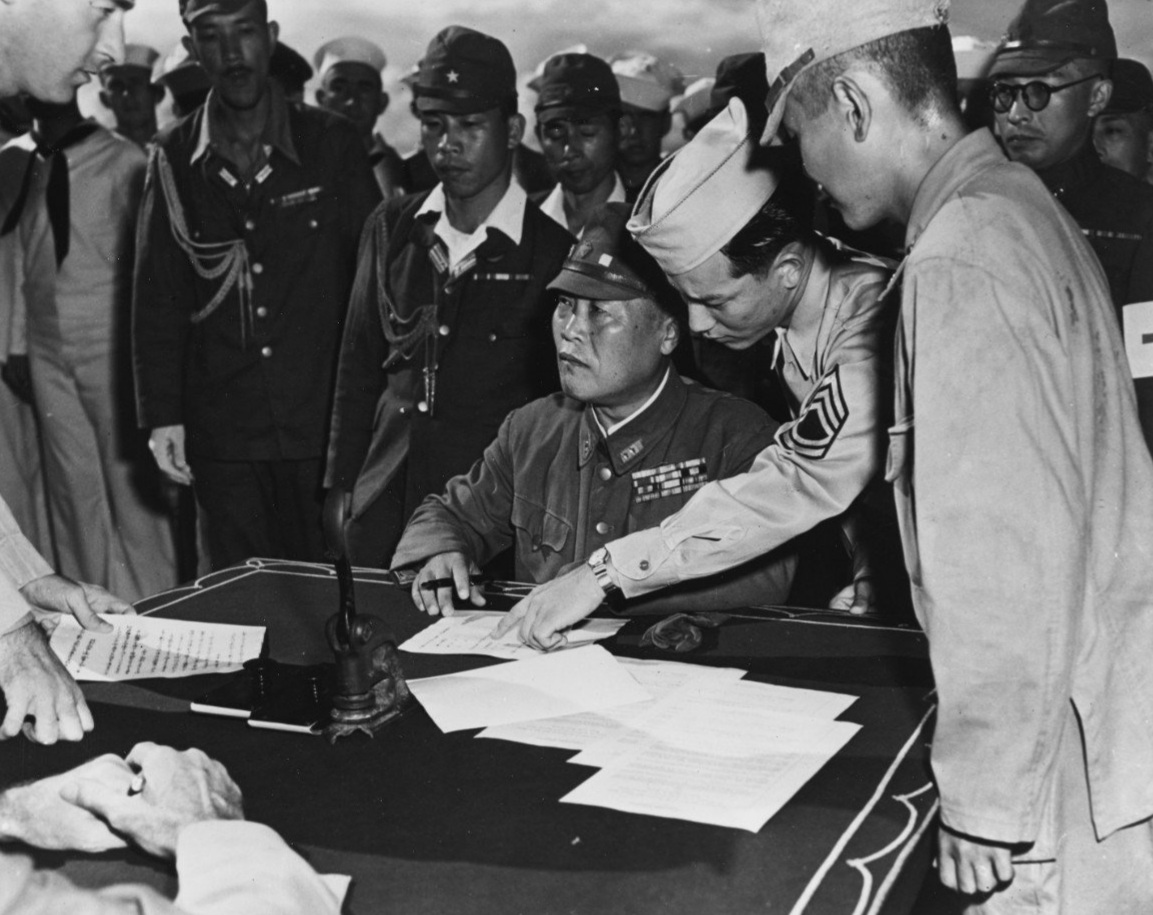
تاتشيبانا يستعد لتوقيع وثائق تسليم جزر بونين

في نهاية الحرب، تم اعتقال تاتشيبانا وفصيله من قبل سلطات الاحتلال الأمريكية وتم ترحيلهم إلى غوام، حيث قدموا للمحاكمة بتهمة ارتكاب جرائم حرب على صلة بحادث تشي تشي جيما في أغسطس 1946. ومع ذلك، نظرًا لأن أكل لحوم البشر لم يكن مشمولًا بموجب القانون الدولي في ذلك الوقت، فقد وجهت إلى تاتشيبانا تهمة "منع الدفن المشرف". حُكم على تاتشيبانا بالإعدام شنقًا مع أربعة متهمين آخرين. ودُفن هو والمتهمون الآخرون الذين أُعدموا في قبور لا تحمل أية شواهد في غوام.

## أوسمة
- 1945  وسام الكنز المقدس من الدرجة الثانية.[8]

## أنظر أيضا
- جرائم الحرب اليابانية

## روابط خارجية
- استسلام جزر بونين ، 3 سبتمبر 1945
- البحث في جرائم الحرب اليابانية - مقالات تمهيدية (ص 102 - 110) . جرائم الحرب النازية وسجلات الحكومة الإمبراطورية اليابانية. مجموعة العمل المشتركة بين الوكالات ، واشنطن العاصمة ، 2006.

## الحواشي
1. ↑  Japanese War Crimes Index نسخة محفوظة 2022-10-17 على موقع واي باك مشين.
2. ↑  list of 7 of 8 POWs killed نسخة محفوظة 2022-10-19 على موقع واي باك مشين.
3. ↑  Laurence، Charles (26 أكتوبر 2003). "George Bush's comrades eaten by their Japanese PoW guards". ديلي تلغراف. مؤرشف من الأصل في 2022-10-21. اطلع عليه بتاريخ 2014-11-15.
4. ↑  Hearn, Sorties into Hell
5. 1 2  Time, Unthinkable Crime, September 16, 1946.
6. ↑  Maga. Judgment at Tokyo
7. ↑  Laurence، Charles (26 أكتوبر 2003). "George Bush's comrades eaten by their Japanese PoW guards". The Telegraph. London. مؤرشف من الأصل في 2022-10-21. اطلع عليه بتاريخ 2016-04-05.
8. ↑  『官報』第5427号「叙任及辞令」February 19, 1945